# Rolly View
Rolly View est un hameau situé dans la province d'Alberta, dans le Comté de Leduc.